# La gran apuesta (serie de televisión)
La gran apuesta (en hangul, 카지노; romanización revisada del coreano, Kajino; literalmente 'Casino'; título en inglés, Big Bet) es una serie de televisión surcoreana escrita y dirigida por Kang Yoon-sung y protagonizada por Choi Min-sik, Son Seok-koo y Lee Dong-hwi. Está dividida en dos temporadas de ocho episodios cada una. La primera temporada se emite por la plataforma Disney+ desde el 21 de diciembre de 2022, y la segunda está programada para emitirse desde el 15 de febrero de 2023. En Latinoamérica fue estrenada en su plataforma Star+.

## Sinopsis
Perseguido por el Servicio Nacional de Impuestos de Corea del Sur, Cha Mu-sik huye a Filipinas, donde dirige un casino. Con sus excelentes habilidades de adaptación y agallas, lanza un negocio de casino a lo grande y elabora estrategias para ganarse a los círculos políticos y comerciales en ese país. Sin embargo, de repente se ve enredado como sospechoso de un caso de asesinato, y ahora se enfrenta a la última apuesta con su vida en juego.

## Reparto

### Principal
- Choi Min-sik como Cha Mu-sik, un magnate de los casinos cuya vida sufre un vuelco total cuando se ve implicado en un caso de asesinato, lo que lo lleva de regreso a la escena del juego.[6]
  - Lee Kyu-hyung como Cha Mu-sik de joven.[7]
- Son Seok-koo como Oh Seung-hoon, un policía enviado a Filipinas para investigar casos internacionales. Persigue a Mu-sik para resolver el caso de asesinato.[8][9]
- Lee Dong-hwi como Jeong-pal, ayudante de Mu-sik.[10][11]

### Secundario

#### Casino en Filipinas
- Heo Sung-tae como Seo Tae-seok.[12]
- Son Eun-seo como Kim So-jung, exasistente de vuelo y gerente de hotel.[13]
- Kim Hong-pa como Min Seok-joon, también conocido como el presidente Min, la persona que hizo que Cha Mu-sik ingresara al negocio de los casinos en Filipinas.[13][14]
- Lee Hye-young como la presidenta Go, jugadora del casino.[13]
- Lee Hae-woo como el agente de casino Phillip.[15]

#### Allegados a Cha Mu-sik
- Kim Roi-ha como el padre de Cha Mu-sik, un viejo gánster.[13]
- Bae Hae-sun como Lee Sook-jaa, la madre de Mu-sik.[16]
- Jin Seon-kyu como un profesor de secundaria de Cha Mu-sik que se preocupa por su alumno.[13]
- Jin Soo-hyun como Han Su-jin, mujer de Mu-sik.
- Lee Moon-sik como Park Jong-hyeon, detective en la comisaría de policía de Daejeon y viejo amigo de Mu-sik.[17]
- Jo Han-chul como Kim Gye-jang, una persona que entrenó a Mu-sik cuando quería alistarse en el Cuerpo de Marines.[17]

#### Casino Bar Korea
- Heo Dong-won como Lee Sang-cheol, un empleado de Mu-sik en el Casino Bar en Daejeon, que fabricaba máquinas de juego.[17]

- Kim Min-jae como Ahn Chi-young, presidente de Daemang Electronics y socio de Mu-sik.[18]

#### Servicio Nacional de Impuestos
- Ryu Hyun-kyung como jefa de equipo del Servicio Nacional de Impuestos.[13][19]
- Go Yoon como Choi Il-ho, investigador del Servicio de Impuestos Regionales de Daejeon.[20]

#### Otros
- Kim Joo-ryoung como el jefe Jin, dirige un restaurante.[13][21]
- Im Hyung-joon como Jo, el cónsul en Filipinas.[13]
- Jo Jae-yoon.[22]
- Jung Woong-in.[23]
- Hong Ki-joon como Lee Sang-goo.[24]
- Song Yeong-gyu como Choi Chil-goo, director gerente de Mindong Construction.
- Lee Do-gun como el subjefe de la tríada.[25]
- Oh Dal-su como el presidente de la Asociación Coreana de Filipinas.[26]
- Lee Je-hoon.[27]

## Producción
La serie se llamó en un primer momento Casino (카지노); después cambió a King of Savvy, y posteriormente recuperó el nombre original. Es la primera serie surcoreana que está disponible exclusivamente en Disney+ desde su ingreso en el mercado coreano en noviembre de 2021.
La serie representa el regreso a la televisión de Choi Min-sik, 26 años después de su última aparición en Love and Separation (1997). Kang Yoon-sung, que dirige la serie, es también el director de la película de acción The Outlaws (2017).
El rodaje comenzó en febrero de 2022; en mayo se estaba rodando en Filipinas, país en el que el rodaje duró dos meses y medio; y en junio se produjo el traslado a Corea del Sur, donde terminó el 3 de agosto.

### Estreno
El 16 de noviembre se confirmó el estreno de La gran apuesta el 21 del mes sucesivo, al tiempo que se publicaban tres carteles con cada uno de los protagonistas. El 14 de diciembre se hizo la presentación en el JW Marriott Dongdaemun Square Seoul, durante la cual el director Kang Yoon-sung anunció que tendría una segunda temporada que se emitiría dos semanas después de concluir la primera. El 21 de diciembre se estrenaron los tres primeros episodios, a los que siguieron los otros cinco de la primera temporada a razón de uno por semana.

## Crítica
Hidzir Junaini (NME) relaciona la serie con tres películas de Martin Scorsese: Goodfellas por algunos aspectos estilísticos, Casino por la materia narrativa, y El irlandés por el tono y el recurso a la analepsis. A su juicio, «La mayor fortaleza de La gran apuesta es, sin duda, su talentoso elenco [...] Sus actuaciones uniformemente excelentes ayudan a suavizar algunos de los problemas iniciales del programa. Y su gran protagonista demuestra por qué sigue siendo la presencia cinematográfica más magnética de Corea del Sur. Choi logra admirablemente los cambios sutiles en los gestos y la fisicalidad que vienen con interpretar al mismo personaje entre los 30 y los 60 años. Si bien la estructura de flashback puede robarle a la serie algo de suspenso dramático [...], es fácil dejarse llevar por el ritmo enérgico y la atractiva historia de La gran apuesta».

## Premios y nominaciones
| Año  | Premios               | Categoría                             | Candidato                   | Resultado | Ref.   |
| ---- | --------------------- | ------------------------------------- | --------------------------- | --------- | ------ |
| 2023 | Director's Cut Awards | Mejor director de televisión          | Kang Yoon-sung, Nam Gi-hoon | Nominado  | [ 35 ] |
| 2023 | Director's Cut Awards | Mejor guion                           | Kang Yoon-sung              | Nominado  | [ 35 ] |
| 2023 | Director's Cut Awards | Mejor actriz de televisión            | Lee Hye-young               | Nominada  | [ 35 ] |
| 2023 | Director's Cut Awards | Mejor actor de televisión             | Choi Min-sik                | Nominado  | [ 35 ] |
| 2023 | Director's Cut Awards | Mejor actriz revelación de televisión | Son Eun-seo                 | Nominada  | [ 35 ] |
| 2023 | Director's Cut Awards | Mejor actor revelación de televisión  | Lee Hae-woo                 | Nominado  | [ 35 ] |